# Marcia mondiale per la pace e la non violenza
La Marcia Mondiale per la Pace e la Nonviolenza è stata la prima marcia mondiale su queste tematiche svoltasi nella storia. 
Partita il 2 ottobre 2009 da Wellington in Nuova Zelanda, in occasione della "Giornata internazionale della nonviolenza" che coincide con l'anniversario della nascita di Mahatma Gandhi (1869), ha attraversato tutti i continenti e circa 100 nazioni, tra cui l'Italia dal 7 al 12 novembre, e si è conclusa il 2 gennaio 2010 a Punta de Vacas in Argentina.
La Marcia Mondiale è un progetto di sensibilizzazione sulla situazione internazionale riguardo ai conflitti armati, alla violenza e alla discriminazione in atto nel mondo, e di proporre la riduzione progressiva delle spese militari dei vari paesi e lo smantellamento degli arsenali nucleari.
La Seconda Marcia Mondiale si è svolta con partenza il 2 Ottobre del 2019 da Madrid e ritorno nella stessa città spagnola l'8 Marzo del 2020.
Il percorso della Seconda Marcia è stato accorciato e buona parte delle tappe italiane annullate a causa dell'inizio della pandemia da COVID-19. Il Comitato promotore internazionale ha deciso, a partire dalla seconda marcia, di replicare la stessa ogni cinque anni, finché gli obiettivi non vengano raggiunti.
La Terza Marcia Mondiale è partita il 2 ottobre 2024 da San José di Costarica e lì è terminata il 5 Gennaio 2025. Il Costarica è stato scelto per la sua caratteristica di stato privo di esercito da tempo impegnato nelle tematiche del disarmo.

## Storia
Il progetto della Marcia Mondiale per la Pace e la Nonviolenza fu presentato il 15 novembre 2008 presso i Parchi di Studio e Riflessione a Punta de Vacas (Argentina) in occasione del Simposio del Centro Mondiale di Studi Umanisti. Venne promossa dall'associazione internazionale umanista Mondo Senza Guerre e Senza Violenza, suscitando poi l'adesione di molte istituzioni, personalità del mondo della scienza, della cultura e della politica, e moltissimi gruppi pacifisti e nonviolenti. La Marcia Mondiale è stata interamente seguita, giorno dopo giorno dall'agenzia stampa Pressenza.
Dieci anni dopo alcuni dei promotori originali, tra cui Rafael de la Rubia, ideatore del progetto originale, hanno pensato di realizzare la Seconda Marcia Mondiale per la Pace e la Nonviolenza che è partita il 2 Ottobre del 2019 da Madrid, dove è tornata l'8 Marzo del 2020. Il Comitato Promotore italiano è stato formalizzato e si è riunito per la prima volta a Firenze il 15 settembre del 2018

## Finalità
Le finalità e le richieste avanzate dalla Marcia Mondiale per la Pace e la Nonviolenza sono state, nel tempo:
- il disarmo nucleare a livello mondiale chiedendo ad ogni Stato di firmare il Trattato per la  Proibizione delle Armi Nucleari;
- la riduzione progressiva e proporzionale degli armamenti convenzionali;
- la firma di trattati di non aggressione tra paesi;
- il ritiro immediato delle truppe d'invasione dai territori occupati;
- la rinuncia dei governi a utilizzare le guerre come mezzo di risoluzione dei conflitti;
- La riforma delle Nazioni Unite eliminando il diritto di veto e democraticizzando l'istituzione;
- L'istituzione in ogni scuola di ordine e grado della nonviolenza come materia d'insegnamento.

## Continenti e Stati attraversati dalla Prima Marcia
- Oceania: Nuova Zelanda, Australia, Papua-Nuova Guinea.
- Asia: Filippine, Giappone, Bangladesh, Cina, Repubblica Democratica Popolare di Corea, Repubblica di Corea, Federazione Russa, India, Israele, Palestina, Mongolia, Nepal, Pakistan, Turchia.
- Europa: Germania, Austria, Belgio, Bielorussia, Bosnia-Erzegovina, Croazia, Danimarca, Slovacchia, Slovenia, Spagna, Estonia, Federazione Russa, Finlandia, Francia, Gibilterra, Grecia, Paesi Bassi, Ungheria, Islanda, Italia, Lussemburgo, Macedonia, Norvegia, Polonia, Portogallo, Regno Unito, Repubblica Ceca, Serbia, Svezia, Svizzera, Turchia.
- Africa: Algeria, Benin, Burkina Faso, Costa d'Avorio, Egitto, Gambia, Ghana, Guinea-Bissau, Guinea Conakry, Kenya, Mali, Marocco, Mauritania, Mozambico, Niger, Senegal, Togo.
- America: Argentina, Bolivia, Brasile, Canada, Cile, Colombia, Costa Rica, Ecuador, El Salvador, Stati Uniti, Guatemala, Haiti, Honduras, Messico, Nicaragua, Panama, Repubblica Dominicana, Paraguay, Perù, Uruguay, Venezuela.
- Antartide

### In Italia
In Italia la Marcia Mondiale per la Pace e la Nonviolenza ha toccato nel 2009: 
- Trieste, il 7 novembre;
- Vicenza, l'8 novembre;
- Milano[7], il 10 novembre;
- Firenze e Attigliano, l'11 novembre;
- Roma[8], il 12 novembre.

La seconda Marcia mondiale entrò in Italia nel Febbraio del 2020 mentre stavano iniziando le restrizioni dovute all'epidemia da COVID-19 per cui fu possibile realizzare solo alcune attività a Trieste. Già a Firenze avvenne un incontro presso la Sala del Consiglio Comunale con i marciatori collegati in videoconferenza ma non presenti.

Le attività della Terza Marcia prevedono un passaggio della Marcia nel mese di Novembre 2024 con attività previste in una ventina di località.

## Chi ha aderito alla Marcia
La Prima Marcia ha visto l'adesione di numerose associazioni pacifiste e nonviolente, di personalità del mondo della cultura, dell'arte, dello spettacolo, di capi di stato, guide spirituali di svariate religioni, istituzioni di varia natura. L'elenco completo delle persone che hanno aderito è disponibile sul sito web storico della Marcia.